# Walter Taccone
Walter Taccone (Avellino, 3 novembre 1947) è un imprenditore italiano, ex presidente dell'Avellino.

## Biografia
Laureato in chimica, diviene imprenditore nel campo sanitario acquisendo la presidenza del Gruppo Taccone, a capo di alcune cliniche e centri diagnostici.

## Carriera
Nell'agosto 2009, a seguito del fallimento della Unione Sportiva Avellino, è uno dei soci della cordata che dà vita alla nuova società Avellino Calcio.12 S.S.D., che l'anno successivo diventa Avellino.
Nel 2012, dopo le dimissioni di Marco Cipriano, ne diviene Presidente.
Nell'estate del 2013, dopo la vittoriosa stagione che riporta l'Avellino in Serie B, rileva la quasi totalità del pacchetto azionario della società.
Nel 2014 organizza la prima edizione del Trofeo Memorial Nicola Taccone, trofeo calcistico dedicato alla memoria del padre.
Il 15 giugno 2015, nel giorno del ripristino del vecchio logo dell'Avellino, comunica anche il ritorno alla vecchia denominazione "Unione Sportiva Avellino 1912".